# Смерть и похороны Алексея Навального
Российский оппозиционный лидер Алексей Навальный скончался 16 февраля 2024 года в исправительной колонии особого режима «Полярный волк» (ИК-3) в посёлке Харп Ямало-Ненецкого автономного округа в возрасте 47 лет. Об этом сообщило региональное Управление Федеральной службы исполнения наказаний (ФСИН) на своём официальном сайте.
Навальный был задержан и отправлен под стражу 17 января 2021 года, сразу после прилёта в Москву из Германии, где он проходил лечение от отравления «Новичком». В России Навальный был осуждён по делу о мошенничестве и по ряду других обвинений, включая создание «экстремистского» сообщества, каковым российские власти признали, в частности, Фонд борьбы с коррупцией. ЕСПЧ, международная правозащитная организация Amnesty International, ряд лидеров западных стран и ведущие западные СМИ признали заключение Навального политически мотивированным.
Находясь в заключении, Навальный испытывал различные проблемы со здоровьем, объявлял голодовку и переносил тяжёлые лишения в условиях штрафного изолятора, в котором он в общей сложности провёл 308 дней. Навальный пытался в судах обжаловать законность своего помещения в ШИЗО, указывая в своих исках на ненадлежащие условия содержания. В январе 2023 года ряд российских врачей подписал открытое письмо российскому президенту Владимиру Путину, где они требовали «прекратить издевательства» над Навальным. В письме заявлялось: «условия содержания и внешний вид Алексея Навального вызывают у нас огромное беспокойство за его жизнь и здоровье. Отказ представителей ФСИН передавать Алексею необходимые лекарства создает прямую угрозу жизни».
В сентябре 2023 года Навального на год перевели в «единое помещение камерного типа» — наиболее суровый режим заключения, предусмотренный в России, применяемый для особо злостных нарушителей режима. В конце 2023 года с Навальным на 20 дней потеряли связь его адвокаты, после чего выяснилось, что Навального этапировали из ИК-6 во Владимирской области в ИК-3 в посёлке Харп на Ямале.
Смерть Навального вызвала широкий резонанс в мире. В ряде стран прошли акции памяти, включая Россию, где более 400 участников акций были задержаны. Многие политики в разных странах, в том числе президент США Джо Байден, возложили ответственность за смерть Навального на российские власти и лично на Владимира Путина.
1 марта 2024 года, после длительных переговоров о выдаче тела политика его семье и последующих поисков места для погребения, Навальный был похоронен на Борисовском кладбище в Москве; проститься с ним на отпевание и похороны пришли десятки тысяч человек.

## Предыстория

### До заключения в места лишения свободы
Алексей Навальный начал заниматься политической деятельностью в конце 2000-х годов. Во время протестов 2011—2012 годов стал одним из лидеров российской оппозиции. В своей критике российских властей он сосредоточился на коррупции путинского режима. Хотя российские государственные телеканалы игнорировали Навального, он стал популярным среди молодых россиян благодаря социальным сетям и роликам на YouTube. Самыми популярными роликами Навального стали «Дворец Путина», «Он вам не Димон» и расследование Навальным своего собственного отравления, в ходе которого он звонил своим предполагаемым отравителям из ФСБ.

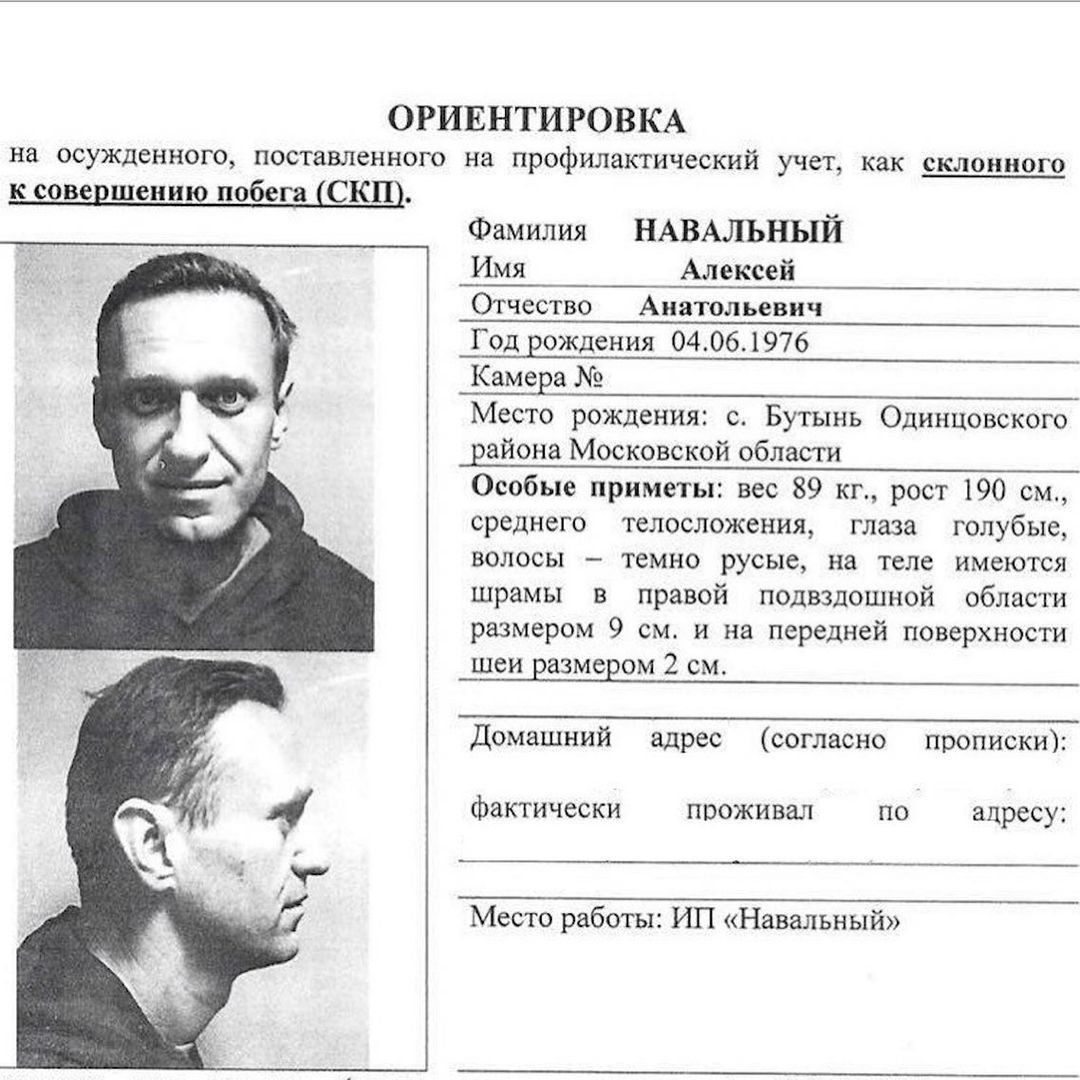
Фотокопия учётной карточки Алексея Навального из московского СИЗО «Матросская тишина», где он содержался в начале 2021 года после ареста и до этапирования в колонию

В августе 2020 года Алексей Навальный был отравлен веществом «Новичок», в результате чего едва не умер. При содействии немецкого канцлера Ангелы Меркель он был доставлен из России в Германию на лечение. После лечения в немецкой клинике «Шарите» Навальный принял решение вернуться в Россию и 17 января 2021 года прилетел в Москву, где сразу же был задержан российскими властями и отправлен под стражу. 2 февраля 2021 года Симоновский районный суд Москвы приговорил Навального к двум годам и восьми месяцам колонии по делу «Ив Роше». Летом 2021 года российские власти признали ФБК и штабы Навального «экстремистскими организациями», на ряд соратников Навального завели уголовные дела. В марте 2022 года Навального осудили на 9 лет колонии строгого режима по делу о «расходовании пожертвований и оскорблении судьи», а в августе 2023 года его приговорили к 19 годам колонии особого режима за создание «экстремистского сообщества».

### В заключении

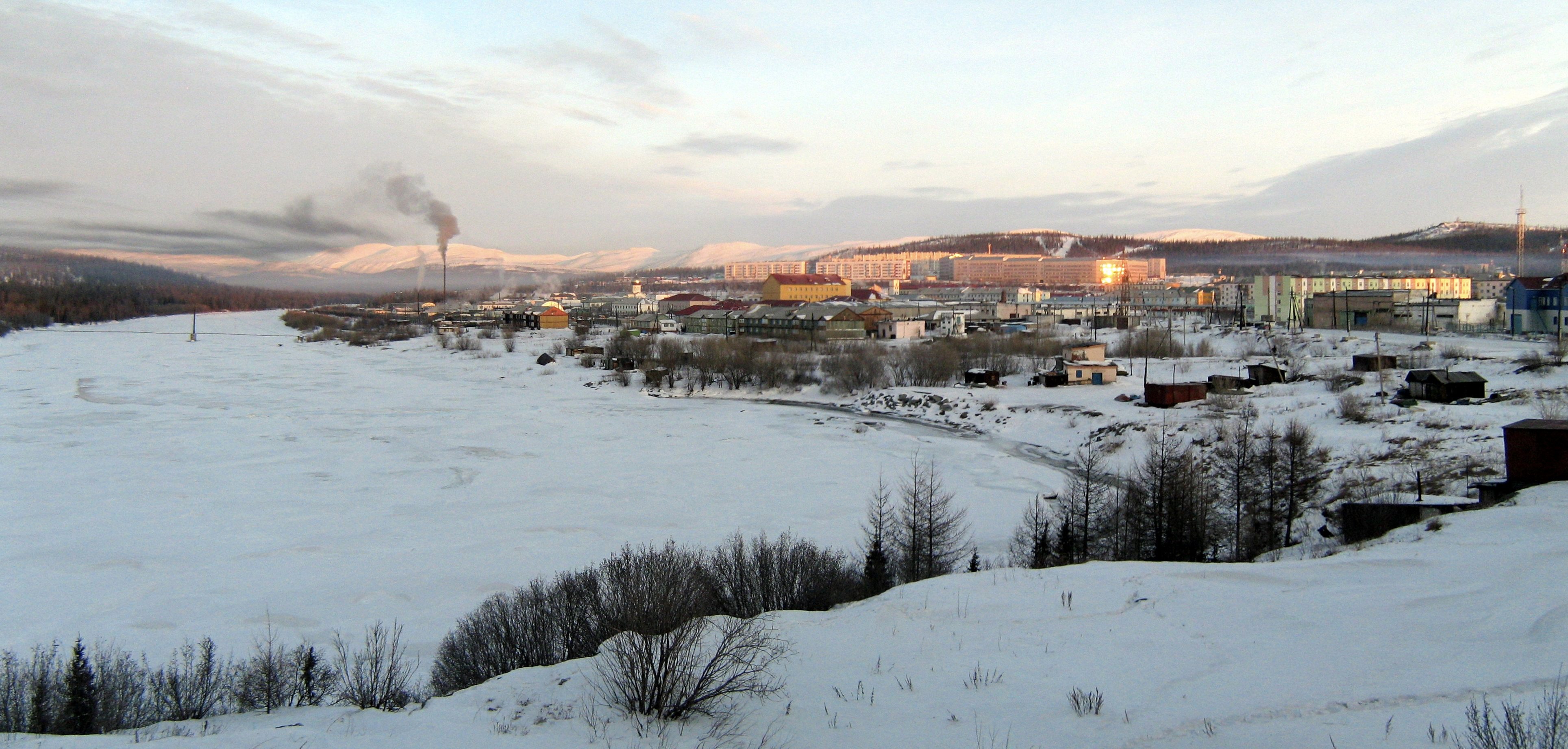
Панорама посёлка городского типа Харп, где расположена колония «Полярный волк»

В колонии «Полярный волк» Навальный отбывал 19-летний срок колонии особого режима.
Бетонная конура 2,5×3 метра. Чаще всего там невыносимо, потому что холодно и сыро. Вода на полу. У меня пляжный вариант — очень жарко и почти нет воздуха. Форточка крохотная, из-за толщины стен воздух не идёт — даже паутина не шевелится. Вентиляции нет. Ночью лежишь и чувствуешь себя рыбой на берегу. Железная койка пристёгивается к стене, типа как в поезде. Только рычаг, опускающий её, снаружи. В 5 утра у тебя забирают матрас и подушку и поднимают койку. В 9 вечера койку снова опускают и возвращают матрас. Железный стол, железная лавка, раковина, дырка в полу. Под потолком две камеры.
В заключении Навального 27 раз по различным поводам (расстегнутая пуговица; не сразу убрал руки за спину; цитировал решение ЕСПЧ; отказ мыть забор; «плохо убирал двор»; назвал сотрудника «лейтенантом» и другие) отправляли в ШИЗО, где он провёл в общей сложности 308 дней. Навальный пытался в судах обжаловать законность своего помещения в ШИЗО, указывая в своих исках на ненадлежащие условия содержания. Так, в одном из исков он говорил, что тюремная администрация не выдала ему тёплой обуви в холодную пору года. В марте 2021 года он не мог наступать на одну ногу и испытывал сильные боли в спине, что сам связывал с многочасовыми поездками на суды в «пеналах» автозаков «в скрюченном виде».
Позже на МРТ обнаружили две грыжи и протрузию, а сам Навальный объявил голодовку с требованием о допуске независимых медиков, которую он прервал спустя 23 дня по просьбе врачей. Несколько месяцев он провёл в тюремной больнице, а летом снова вернулся в исправительную колонию.
17 апреля 2021 года члены профсоюза «Альянс врачей», ознакомившиеся с результатами анализа сыворотки крови Навального, сообщили, что у него повышенный уровень калия, что может привести к остановке сердца. 18 апреля 2021 года советник президента США по национальной безопасности Джейк Салливан сделал заявление: «Мы сообщили правительству России, что оно несёт ответственность за то, что происходит с господином Навальным в заключении, и что ему придётся дать ответ за это перед лицом международного сообщества».
16 июня 2021 года президент Джо Байден заявил, что предупредил президента России Владимира Путина о разрушительных последствиях, ожидающих Россию, если лидер российской оппозиции Алексей Навальный умрёт в заключении, хотя отказался уточнить, какие именно действия будут предприняты.
В июне 2022 года Навального этапировали в ИК-6 во Владимирской области, где его регулярно отправляли в штрафной изолятор, из-за чего усугубились проблемы с позвоночником.
В декабре 2022 года к нему отправили врача, которая отказалась назвать диагноз, но распорядилась начать делать политику неизвестные уколы. Выяснить наименование препарата не удалось, поскольку копия медкарты оказалась неразборчивой.
В начале января 2023 года администрация колонии отказалась отправлять его в медсанчасть в связи с повышением температуры и кашлем и отдавать переданные ему лекарства, лишь увеличив его порцию кипятка на две кружки в день и дав антибиотики; после этого болезнь перестала прогрессировать, однако из-за больших дозировок лекарств он получил осложнение на желудок и потерял 7 кг веса. В дальнейшем Навального продолжали отправлять в ШИЗО, ограничивать в покупках и выбрасывать купленную им еду.
В начале декабря 2023 года у Навального произошли приступ головокружения и потеря сознания, после чего сотрудники колонии поставили ему капельницу.
С августа 2022 года Навального водворяли в ШИЗО 27 раз, в последний раз — 14 февраля. В общей сложности за минимальные провинности он провёл в штрафном изоляторе 308 дней. До этапирования в ИК-3 Навальный содержался в ИК-6 в Мелехове Владимирской области. В те дни, когда его не водворяли в ШИЗО, Навальный находился в едином помещении камерного типа (ЕПКТ).

## Смерть
14 февраля 2024 года сообщалось, что Навальный в 27-й раз за время своего заключения был отправлен в штрафной изолятор (ШИЗО). На следующий день он участвовал в заседании Владимирского областного суда, на котором «чувствовал себя нормально, жалоб на самочувствие не высказывал, активно выступал, излагал доводы в защиту своей позиции». Интернет-издание Sota.Vision опубликовало видео с оглашения решения суда, которое некоторые СМИ называют «последним видео Навального».
16 февраля УФСИН по Ямало-Ненецкому автономному округу было опубликовало заявление о том, что Навальный потерял сознание после прогулки; прибыли медицинские работники колонии, а также была вызвана бригада скорой медицинской помощи. Перед смертью, согласно журналистам The Insider, у Навального были признаки отравления — рвота, судороги. По сообщению российского государственного информагентства ТАСС, скорая помощь прибыла на место меньше чем за семь минут и реанимационные мероприятия Навальному оказывались на протяжении более получаса. Врачи скорой помощи констатировали смерть заключённого. Согласно официальному уведомлению, выданному матери Навального, смерть наступила в 14:17 по местному времени (МСК+2). Сообщения о смерти появились в СМИ в тот же день спустя два часа — в 14:19 МСК.

## Причины смерти

### Медицинские причины
В день смерти Навального государственный телеканал RT сообщил, что у Навального оторвался тромб. Реаниматолог Александр Полупан, входивший в консилиум после отравления Навального в Омске, заявил, что у Алексея не было никаких объективных рисков тромбоэмболии. Бывшая сотрудница Общественной наблюдательной комиссии и бывший аналитик ФСИН Анна Каретникова заявила, что тромбоэмболия является «универсальным диагнозом», которым в местах лишения свободы «можно объяснить всё».
По словам соратника Навального Ивана Жданова, представители колонии заявили матери Навального, что он умер от «синдрома внезапной смерти». Такого диагноза нет в Международной классификации болезней десятого пересмотра, с которым должны совпадать официальные причины смерти и диагнозы в России.
В колонию «Полярный волк» была направлена комиссия из центрального аппарата ФСИН.
В августе 2024 года вдова Алексея Навального Юлия опубликовала постановление Управления Следственного комитета России по Ямало-Ненецкому автономному округу об отказе в возбуждении уголовного дела по факту смерти Навального. В нём утверждается, что смерть политика «имеет аритмогенный характер, проявившийся нарушением ритма и проводимости сердца», а причиной смерти стало «комбинированное заболевание» — гипертоническая болезнь с сосудистыми и органными поражениями, диффузный миокардиосклероз, развитие отека головного мозга и лёгких, фибрилляция желудочков сердца. После этого более ста российских врачей направили заявление в Следственный комитет РФ с требованием возбудить уголовное дело и привлечь к ответственности сотрудников ФСИН, которые, как они считают, виновны в смерти Навального. Авторы этого заявления отмечают, что указанные в постановлении об отказе в возбуждении уголовного дела поражения органов развиваются только при длительно текущей гипертонической болезни с выраженным повышением артериального давления. При этом Навального регулярно помещали в штрафной изолятор, а каждый раз перед этим он должен был проходить медицинские осмотры, в ходе которых неизбежно было бы выявлено выраженное повышение артериального давления, должна была быть назначена гипотензивная терапия и должно было быть сделано заключение о невозможности нахождения Алексея в штрафном изоляторе.
В сентябре 2024 года стало известно, что власти целенаправленно убрали из официальных документов упоминания о том, что перед смертью Навальный жаловался на боли в животе, а также что у него были рвота и судороги. По мнению врачей, опрошенных The Insider, эти симптомы указывают на то, что Навальный был отравлен.

### Озвученные версии
Член ОНК Москвы Ева Меркачёва связала смерть Алексея Навального с постоянными водворениями в ШИЗО. Соратники Навального заявили, что он «с очень высокой степенью вероятности» был убит. Многие независимые комментаторы указывают на то, что смерть Навального — фактическое убийство.
26 февраля 2024 года глава Международного Фонда борьбы с коррупцией Мария Певчих сообщила, что после начала вторжения России на Украину соратники Навального при содействии болгарского журналиста-расследователя Христо Грозева работали над возможностью обмена его и других политических заключённых — в частности, на российских шпионов. Навального должны были обменять на предполагаемого сотрудника российских спецслужб Вадима Красикова, отбывающего наказание за убийство в Берлине гражданина Грузии Зелимхана Хангошвили, и двух неназванных американских граждан. В своём видеообращении Певчих заявила, что вечером 15 февраля получила подтверждение о нахождении переговоров об обмене на финальной стадии, а также заявила о том, что Навального убили, чтобы сорвать его обмен на Красикова. Ни российские, ни американские, ни германские официальные лица не подтвердили факта ведения подобных переговоров; при этом некоторые средства массовой информации США и Германии со ссылкой на анонимные источники сообщили о том, что такие переговоры, якобы, велись, но разошлись в оценках того, на какой стадии эти переговоры находились, и сошлись в том, что к окончательному согласию стороны в любом случае не пришли. После обнародования заявления Певчих новостное агентство «Рейтер» со ссылкой на анонимный источник в официальных кругах России сообщило, что Алексей Навальный и его жена Юлия, якобы, были в курсе подобных переговоров и были согласны на обмен Алексея на Красикова, хотя сам Навальный при жизни никогда об этом не заявлял и не демонстрировал осведомлённости относительно подобных переговоров, и его жена также не подтвердила обстоятельств, приведённых в сообщении «Рейтер». Позднее издание «Politico», переговорившее с двумя высокопоставленными американскими чиновниками, сообщило, что переговоры относительно возможного обмена Навального на Красикова велись сугубо между США и Германией, а России на этот счёт не было отправлено никакого — даже неофициального — предложения, а заявление Певчих об утверждении некоего плана обмена не соответствует действительности. 17 марта 2024 года Владимир Путин, отвечая на вопрос американского журналиста, сказал, что незадолго до смерти Навального ему [Путину] было сообщено, что существует идея об обмене Навального на некоторых российских граждан, содержащихся в тюрьмах в западных странах, на что сам он [Путин] дал одобрение; на следующий день Дмитрий Песков уточнил, что каких-либо официальных переговоров по этому вопросу не проводилось и какой-либо сделки не заключалось, и Путин дал согласие лишь на саму идею подобного обмена.
В день смерти Навального кремлёвские пропагандисты Симоньян, Канделаки и Марков поспешили написать в своих социальных сетях, что его смерть выгодна Западу, а Красовский прямо заявил, что Навального «убили американцы, чтобы уравновесить последствия интервью Путина Такеру Карлсону». Доказательств в подтверждение своих версий никто из них не привёл.

### Официальная версия
26 июля 2024 года Следственный комитет Российской Федерации заключил, что смерть Навального «не носит криминальный характер» и явилась следствием «комбинированного заболевания», к которому отнесён ряд диагнозов: холецистит, панкреатит, межпозвоночная грыжа и другие. В постановлении указано, что смерть «имеет аритмогенный характер», а пусковым фактором стало «критическое повышение артериального давления».

#### Реакция на официальную версию
На официальное заключение о смерти отреагировала Юлия Навальная:
Нам прекрасно известно, что когда Алексею стало плохо, его повели не в медсанчасть, а обратно в камеру ШИЗО. Что умирал он там, один. Что в медсанчасть его отнесли уже без сознания. Что в последние минуты перед смертью он жаловался на острую боль в животе.
По словам Навальной, у её мужа не было при жизни никаких заболеваний сердца.

## Похороны

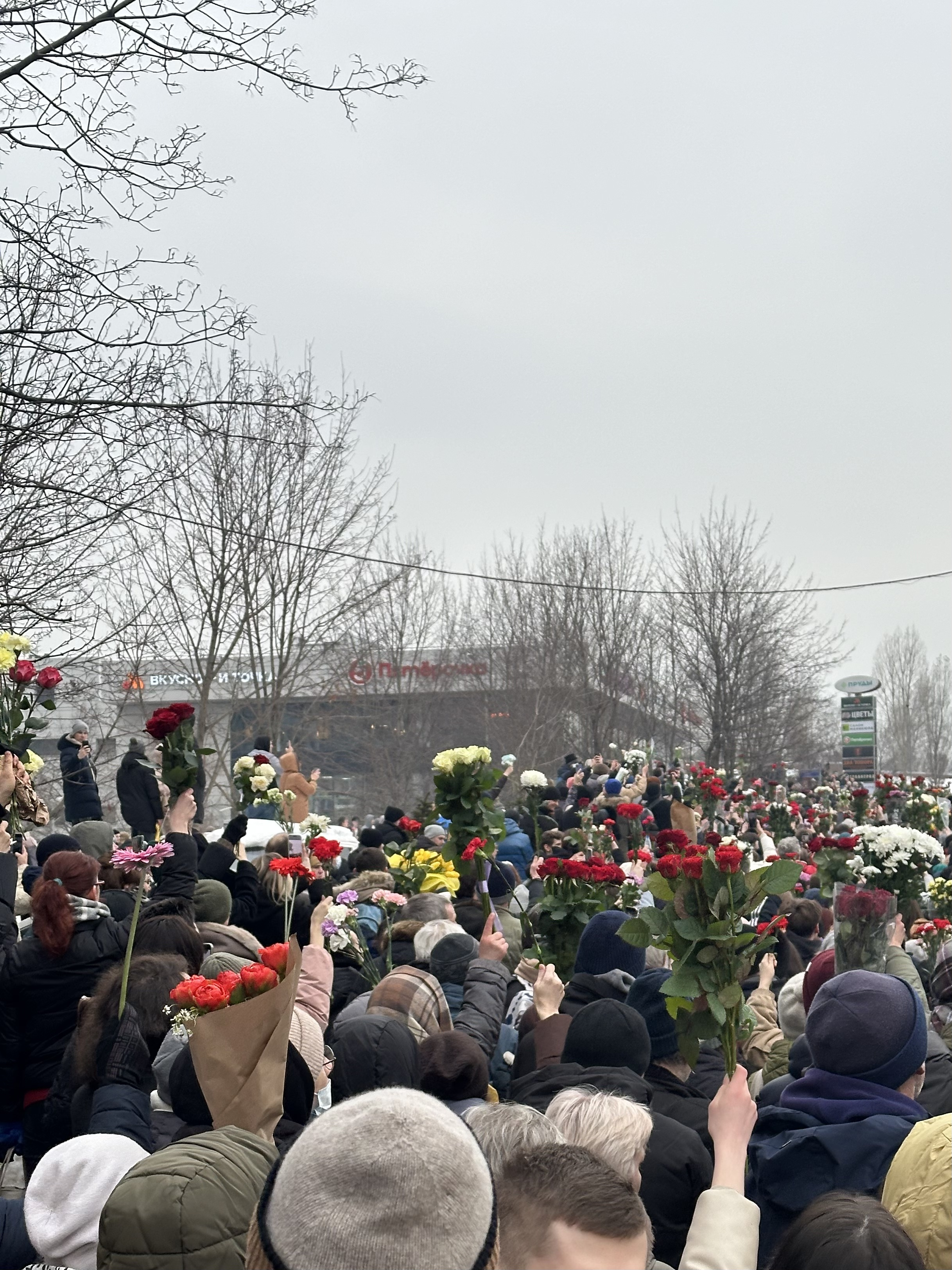
Пришедшие на прощание с Алексеем Навальным поднимают цветы

Издание «Новая газета Европа» сообщило, что вечером 16 февраля тело Навального было доставлено в морг окружной клинической больницы Салехарда. По состоянию на 17 февраля вскрытия не проводилось. Сообщалось, что для вскрытия тело может быть доставлено в Москву.
Мать Алексея Навального Людмила 22 февраля 2024 года заявила, что сотрудники СКР в Салехарде показали ей тело сына, но отказывались выдавать его и ставили условия, где, когда и как он должен быть похоронен. Она утверждала, что следователи не хотят позволить ей провести публичные похороны и прощание, угрожая «что-то сделать» с телом. Она подала жалобу в связи с невыдачей тела сына в городской суд Салехарда. 4 марта суд отклонил жалобу. 23 февраля пресс-секретарь Навального Кира Ярмыш сообщила, что Следственный комитет поставил ультиматум матери Навального: или она в течение трёх часов соглашается на тайные похороны без публичного прощания, или тело Алексея будет захоронено в колонии. Многие общественные деятели, актёры, музыканты и писатели потребовали от российских властей отдать тело Навального его матери. 24 февраля Ярмыш сообщила, что тело Алексея Навального было отдано матери.
Как рассказал 22 февраля 2024 года директор Фонда борьбы с коррупцией Иван Жданов, родственники Навального выбрали для похорон Троекуровское кладбище, но власти, по словам Жданова, это не устроило. В итоге для похорон было выбрано Хованское кладбище. Также следователи попросили Людмилу Навальную выбрать зал для прощания поближе к кладбищу, хотя изначально семья политика планировала провести церемонию в Центральном доме литераторов. Вскоре, поговорив с кем-то по телефону, следователи заявили, что похороны должны пройти «тихо, в тайном режиме», рассказал Жданов. 21 февраля следователи во время встречи с Людмилой Навальной выдвинули также следующие условия:
1. Семье Навального предоставляют борт для транспортировки тела в Москву. В обмен родственники и соратники политика держат в тайне информацию о похоронах до того, как самолёт приземлится.
2. Семью Навального должны сопровождать сотрудники СКР на протяжении всего времени до окончания похорон.
3. Следователи настаивают на том, что дата похорон будет определена по прибытии борта с телом Навального в Москву, при этом тело будет храниться в Московской области или во Владимирской области.

28 февраля Кира Ярмыш сообщила, что отпевание Алексея Навального состоится в церкви иконы Божией Матери «Утоли моя печали» в московском районе Марьино 1 марта в 14:00, а похороны — в тот же день на Борисовском кладбище. Иван Жданов заявил, что изначально прощание с Навальным и похороны планировалось провести 29 февраля, но «быстро выяснилось», что к этой дате «нет ни единого человека, кто мог бы выкопать могилу». Жданов связал это с тем, что в этот день Владимир Путин выступит с посланием к Федеральному собранию.
1 марта Алексея Навального похоронили на Борисовском кладбище, могила политика находится у входа на кладбище. Отпевание проходило в храме иконы Божьей Матери «Утоли моя печали» в Марьино на юго-востоке Москвы, отпевание было недолгим, в церковь пустили лишь несколько десятков человек. Религиовед Сергей Чапнин рассказал, что на настоятеля церкви иконы Божьей Матери «Утоли моя печали» Анатолия Родионова «надавили», чтобы он провёл отпевание Алексея Навального максимально быстро.
На кладбище люди прощались с ним под «My Way» Фрэнка Синатры, а гроб в землю опускали под композицию «It’s Over (Good Bye)» из саундтрека к фильму «Терминатор 2: Судный день», который был любимым фильмом покойного.

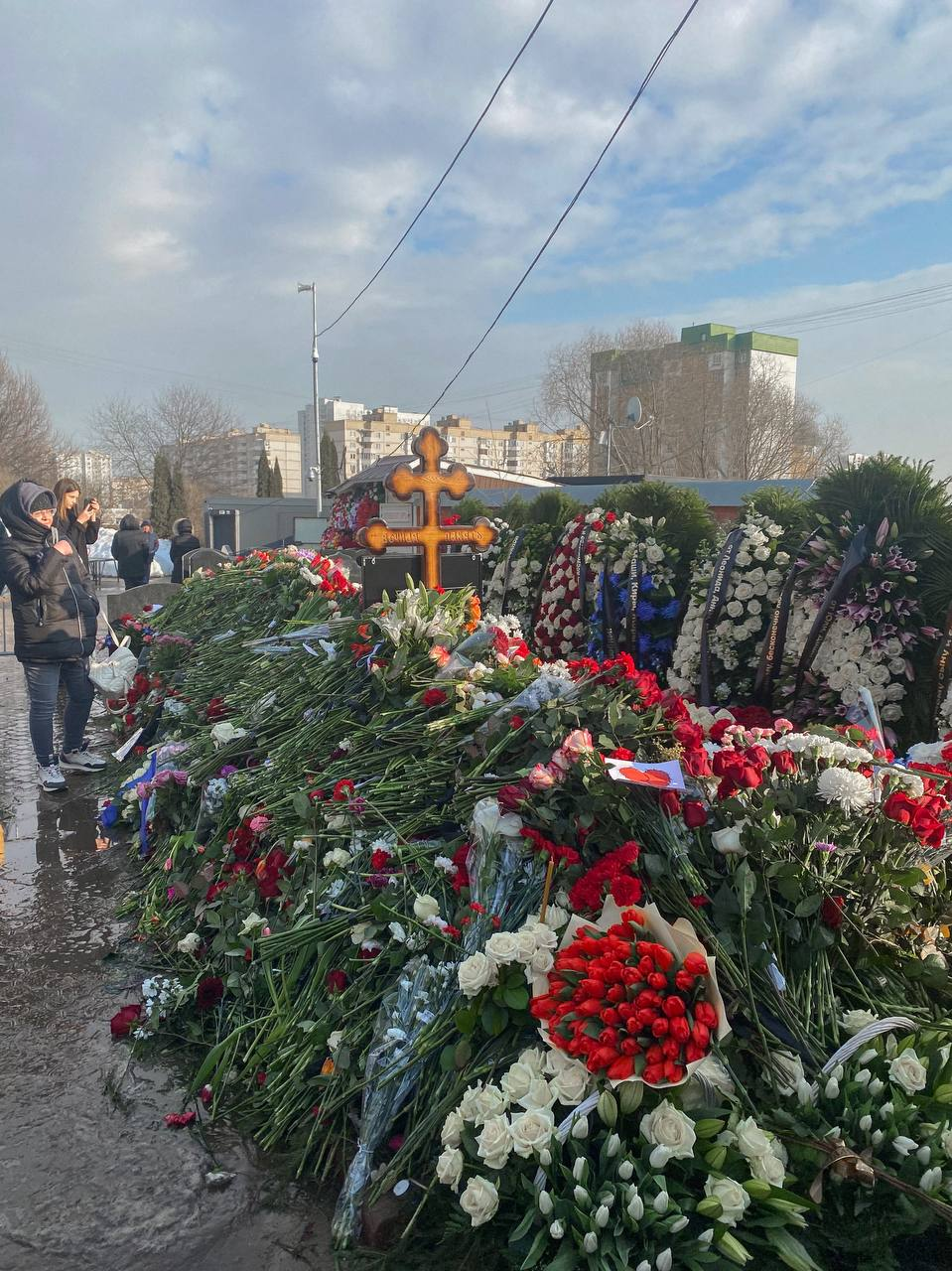
Могила Алексея Навального, 3 марта 2024 года

Попрощаться с политиком пришли десятки тысяч человек несмотря на предупреждения властей и риски возможных арестов. Очередь желающих проститься с Навальным растянулась более чем на километр, заняв практически весь Марьинский бульвар. На пути к кладбищу люди скандировали его имя, а также антивоенные лозунги: «Нет войне!», «Путин — убийца». По данным объединения «Белый счётчик», только в шествии от храма до кладбища приняли участие около 16,5 тысяч человек; в это число не входят те, кто после стояния у храма в Марьино спустились в метро, а также те, кто приезжал сразу на кладбище.
Среди участников похорон были политики Борис Надеждин, Евгений Ройзман, а также дипломаты: посол Евросоюза в РФ Ролан Галараг, послы в России: США — Линн Трейси, Франции — Пьер Леви, Германии — Александр Ламбсдорфф и заместитель посла Великобритании Том Додд.
26 марта 2024 года, на 40-й день после смерти Навального, священник храма Покрова Пресвятой Богородицы на Лыщиковой горе Димитрий Сафронов провёл на Борисовском кладбище панихиду. Вслед за этим Сафронов был на запрещён в служении указом московской патриархии за подписью патриарха Кирилла. Несмотря на указ, 4 июня 2025 года, в день, когда Навальному могло бы исполниться 49 лет, Сафронов вновь провёл поминальную службу на кладбище.

## Реакция

### В России
Большинство печатных федеральных российских средств массовой информации фактически проигнорировало смерть Навального. Из крупнейших изданий только ежедневная газета РБК упомянула об этом событии на обложке и частично посвятила ему первый разворот — в материале «Смерть Алексея Навального. Что известно» была представлена официальная позиция российских властей, а также комментарии западных политиков. Газета «Коммерсантъ» посвятила событию один абзац в статье о Мюнхенской конференции по безопасности, вышедшей на обложке субботнего выпуска. В вечерних выпусках новостей на главных российских телеканалах в день смерти Навального были озвучены только короткие и практически идентичные сообщения о событии, основанные на заявлении ФСИН. При этом они появлялись в конце передач и длились считанные секунды, не сопровождаясь ни фотографиями политика, ни информацией о его личности. В частности, телеканал НТВ назвал Навального исключительно по фамилии. Утром 17 февраля основные российские телеканалы полностью проигнорировали смерть Навального.
Газета «Собеседник», единственная печатная газета, осмелившаяся опубликовать подробный репортаж о смерти Навального, написала, что «Россия — счастливая страна, [потому что] в ней иногда рождаются Навальные», и назвала его «символом мирной страны». По словам главного редактора газеты Олега Ролдугина, вскоре после появления в московских газетных киосках практически все экземпляры номера тиражом 154 810 экземпляров были конфискованы без каких-либо юридических оснований.
Активизировавшиеся в соцсетях прокремлёвские боты массово писали в соцсетях, что смерть Навального якобы «невыгодна» российским властям. При этом во «Вконтакте» боты особенно активно продвигали версию гибели Навального от оторвавшегося тромба[значимость факта?].

#### Российские власти

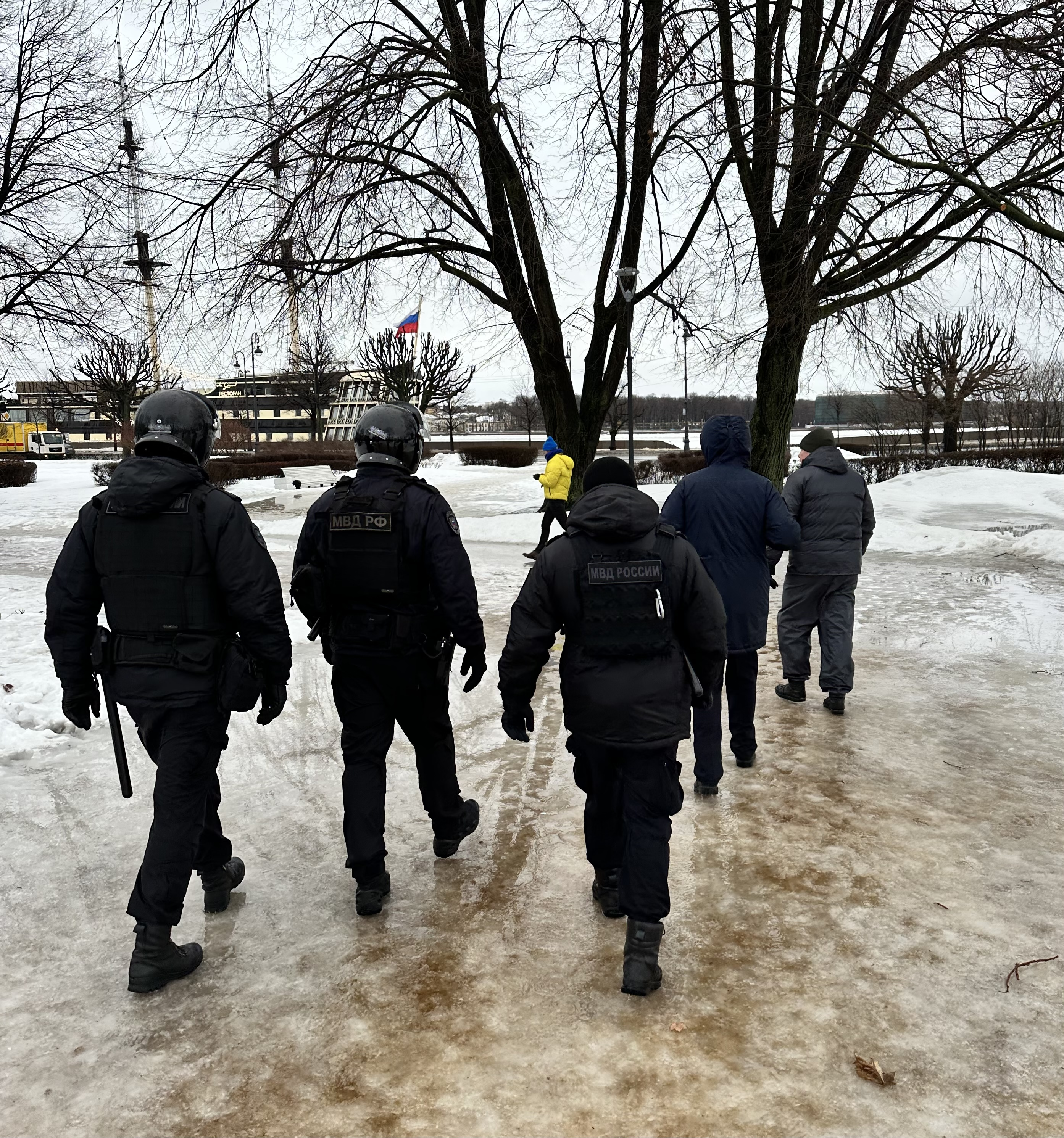
Полицейские у Соловецкого камня (одного из мест возложения цветов в память о погибшем) в Санкт-Петербурге 17 февраля 2024 года

Президенту России Владимиру Путину было доложено о смерти Алексея Навального, о чём сообщил журналистам его пресс-секретарь Дмитрий Песков. Сам Путин не сделал никаких заявлений относительно этого события. Управление Следственного комитета по Ямало-Ненецкому автономному округу организовало процессуальную проверку по факту смерти. Она позволяет властям в течение 30 дней законно не выдавать тело родственникам. ФСИН также начала проверки «в соответствии со всеми действующими правилами».
Российское независимое издание «Агентство» сообщило, что в течение 30 минут после объявления о смерти Навального партия «Единая Россия» обратилась к своим депутатам в Государственной думе с призывом «строго придерживаться версии ФСИН или лучше вообще воздержаться от комментариев».
Официальный представитель МИД РФ Мария Захарова назвала реакцию Запада на смерть Навального «в виде прямых обвинений России» «саморазоблачительной», заявив при этом, что результатов судмедэкспертизы ещё нет, а «виновные уже найдены». Председатель Государственной думы Вячеслав Володин написал в Telegram: «В смерти Навального виноваты Вашингтон и Брюссель. Причину установят судмедэксперты и следствие». Сергей Марков связал смерть Навального с предстоящими президентскими выборами в России, которые «американские и британские спецслужбы мечтают сорвать».

#### Российская оппозиция

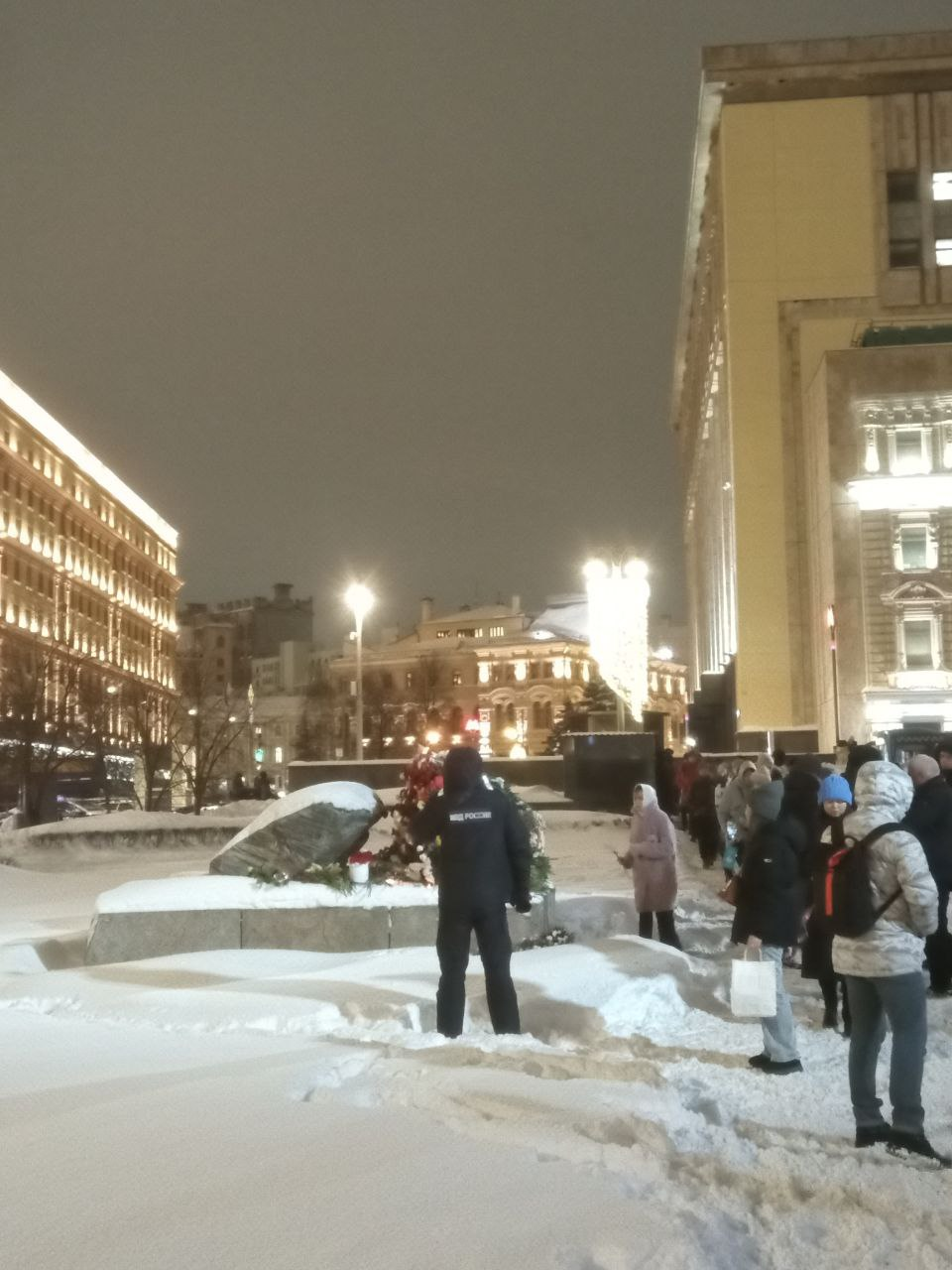
Цветы и свечи у Соловецкого камня на Лубянской площади в Москве через несколько часов после сообщения о смерти Навального, 16 февраля 2024 года

Журналист Андрей Захаров прокомментировал это событие так: «Навальный не умер, он был убит». Оппозиционный политик Борис Надеждин, который ранее пытался выдвинуть свою кандидатуру на президентских выборах в России в 2024 году, отметил, что смерть Навального пока не подтверждена, и заявил: «Я молюсь, чтобы информация оказалась неправдой. Алексей — один из самых талантливых и смелых людей в России, которых я знал». Политик и бизнесмен Михаил Ходорковский заявил, что «ответственность за смерть Навального несёт Путин», и призвал россиян на предстоящих выборах вписывать в бюллетени имя Навального.
Дмитрий Муратов, лауреат Нобелевской премии мира и главный редактор «Новой газеты», выразил соболезнования семье Навального. Муратов назвал смерть «убийством», заявив, что «Алексея Навального три года подвергали мукам и пыткам. Как сказал мне врач Навального: тело такого выдержать не может. К сроку Алексея Навального добавили убийство». Муратов пообещал добиться предоставления записей видеорегистраторов сотрудников медицинской службы колонии, чтобы выяснить, когда приехали медики и было ли сделано всё возможное для спасения Навального. «Новая газета» запустила на сайте Change.org петицию, в которой потребовала предоставить семье Навального видеозаписи с камер сотрудников колонии.
Правозащитник Олег Орлов, председатель правозащитного центра «Мемориал», лауреата Нобелевской премии мира, заявил, что смерть Навального в тюрьме была «преступлением режима». Писатель и журналист Михаил Зыгарь сказал: «Он так долго был нашим будущим. Теперь у нас больше нет этого будущего — будет другое». Ветеран правозащитной деятельности Лев Пономарёв заявил: «Нас по-прежнему много. Нам нужно действовать сообща».

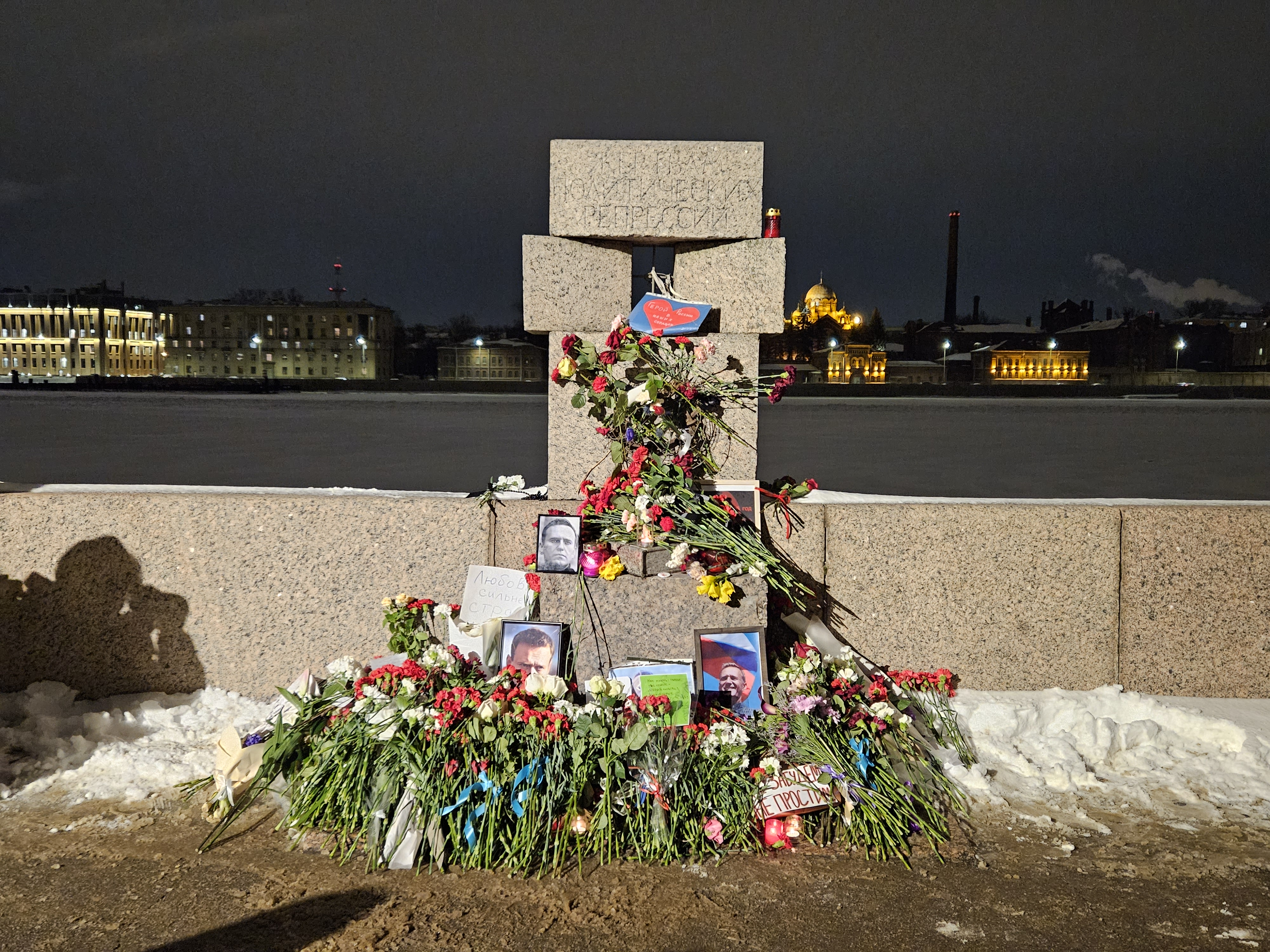
Стихийный мемориал Алексею Навальному у памятника жертвам политических репрессий в Санкт-Петербурге, 16 февраля 2024 года

Россияне начали нести цветы к памятникам жертвам политических репрессий в разных городах страны. В Казани полиция разгоняла тех, кто хотел возложить цветы, в Москве полиция позволяла оставлять у Соловецкого камня только цветы без каких-либо лент, в Ульяновске полиция фотографировала всех, кто возлагал цветы к памятнику жертвам репрессий. По данным «ОВД-Инфо», более 400 человек были задержаны на акциях в 36 городах. Прокуратура Москвы предостерегла граждан от участия в несогласованных с властями акциях. В общей сложности мемориалы в память о Навальном появились как минимум в 140 городах в России и 68 — за границей.
Жена Навального Юлия выступила на Мюнхенской конференции по безопасности, заявив, что не может доверять сообщениям о смерти мужа от российских ведомств и государственных СМИ, а также призвав мир «сплотиться против Владимира Путина и его режима». Речь была встречена аплодисментами стоя. Мать Навального Людмила заявила, что она «не хочет слышать никаких соболезнований», добавив, что видела сына 12 февраля в колонии на свидании, и он был «жив, здоров, жизнерадостен».
Группа «Ногу свело!» выпустила видео высказывание в память об Алексее Навальном «Навальный вернется».
На 40-й день после смерти политика российские музыканты выпустили песню и клип «Памяти Алексея Навального». Клип снят в стиле анимационного сериала «Рик и Морти», который любил Навальный. В записи песни приняли участие Noize MC, Вера Полозкова, Земфира, Леонид Парфенов, Влади из «Касты», Артур Смольянинов, Рома Либеров, Максим Покровский, «Порнофильмы» и другие.

### Международная реакция
Новость о смерти Навального попала на первые полосы газет по всему миру, об этом сообщили все крупные мировые СМИ, включая британские Би-би-си, The Guardian, французские Le Figaro, France 24, Le Monde, испанское издание El Mundo. Новость о смерти политика на главных полосах разместили американские издания The New York Times, The Washington Post, Bloomberg и другие. Британский телеканал Sky News прервал свой эфир сообщением о смерти Навального.
Всего прямые или косвенные обвинения в адрес властей России в связи со смертью Навального были выдвинуты почти половиной лидеров западных стран и важнейших наднациональных структур. Глава делегации Евросоюза при ООН Лотте Кнудсен заявила, что 43 государства потребовали независимого международного расследования смерти Навального. В то же время лидеры стран «глобального Юга» никак не отреагировали на эту новость.
Вскоре после сообщений о смерти Навального во многих зарубежных городах начали анонсироваться акции памяти. Они прошли более чем в 25 странах. Акция в Стамбуле была разогнана полицией, которая также задержала несколько её участников. Также сообщалось о подобных инцидентах в Таиланде, Греции, Узбекистане, Вьетнаме, Италии, Беларуси и на Кубе. Участники группы Pussy Riot провели акцию у мемориала памяти Навального напротив посольства России в Берлине.
29 февраля 2024 года Европарламент принял резолюцию о поддержке российской демократической оппозиции, в которой прямо заявил, что Алексей Навальный был убит, а ответственная за убийство — российская власть и лично Владимир Путин. «За» резолюцию проголосовали 506 из 547 евродепутатов.
10 марта 2024 года на 96-й церемонии вручения премии «Оскар» показали фрагмент фильма «Навальный». Он открыл традиционную часть церемонии In memoriam, в которой Киноакадемия вспоминает умерших за последний год кинематографистов.

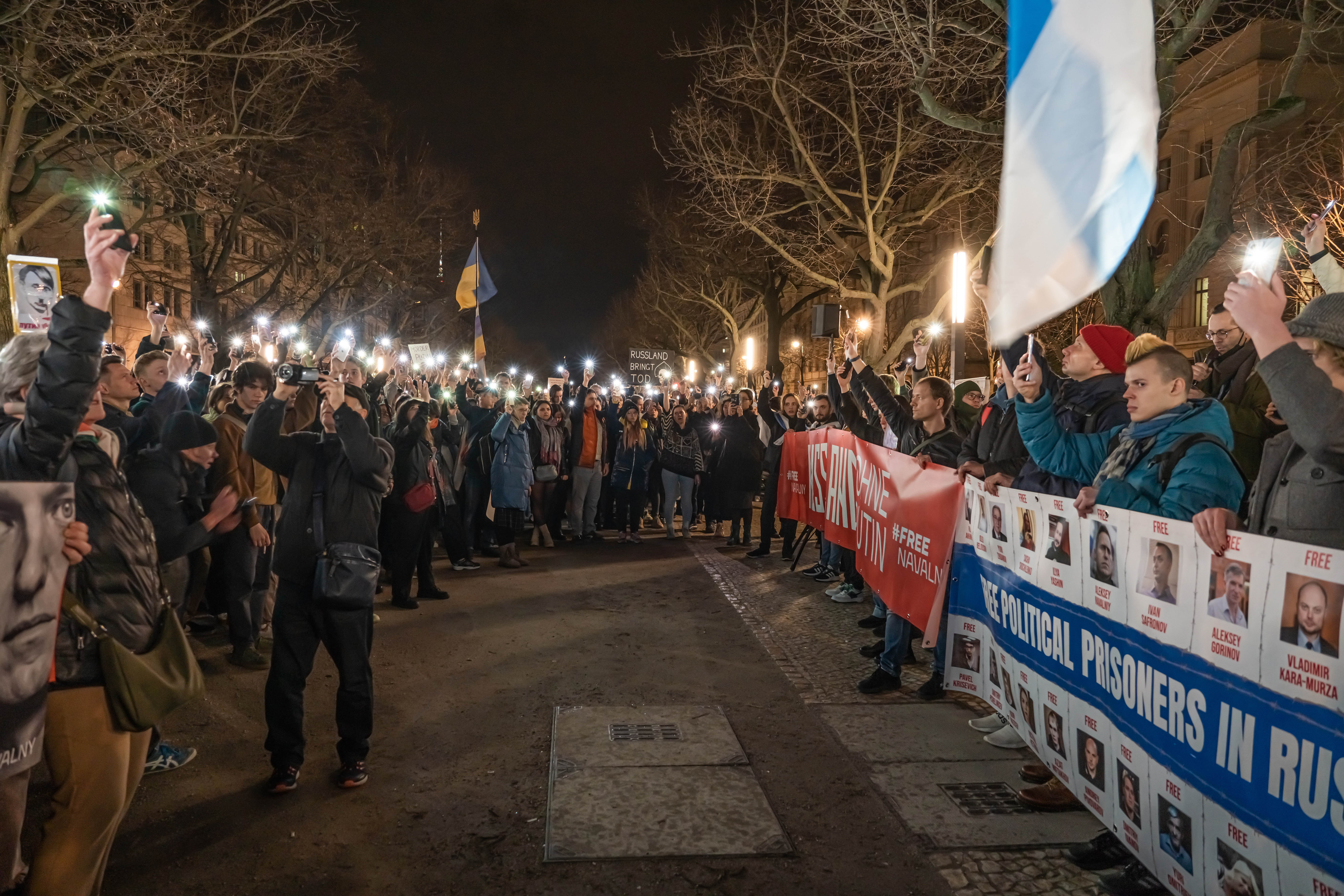
Митинг у российского посольства в Берлине вечером 16 февраля
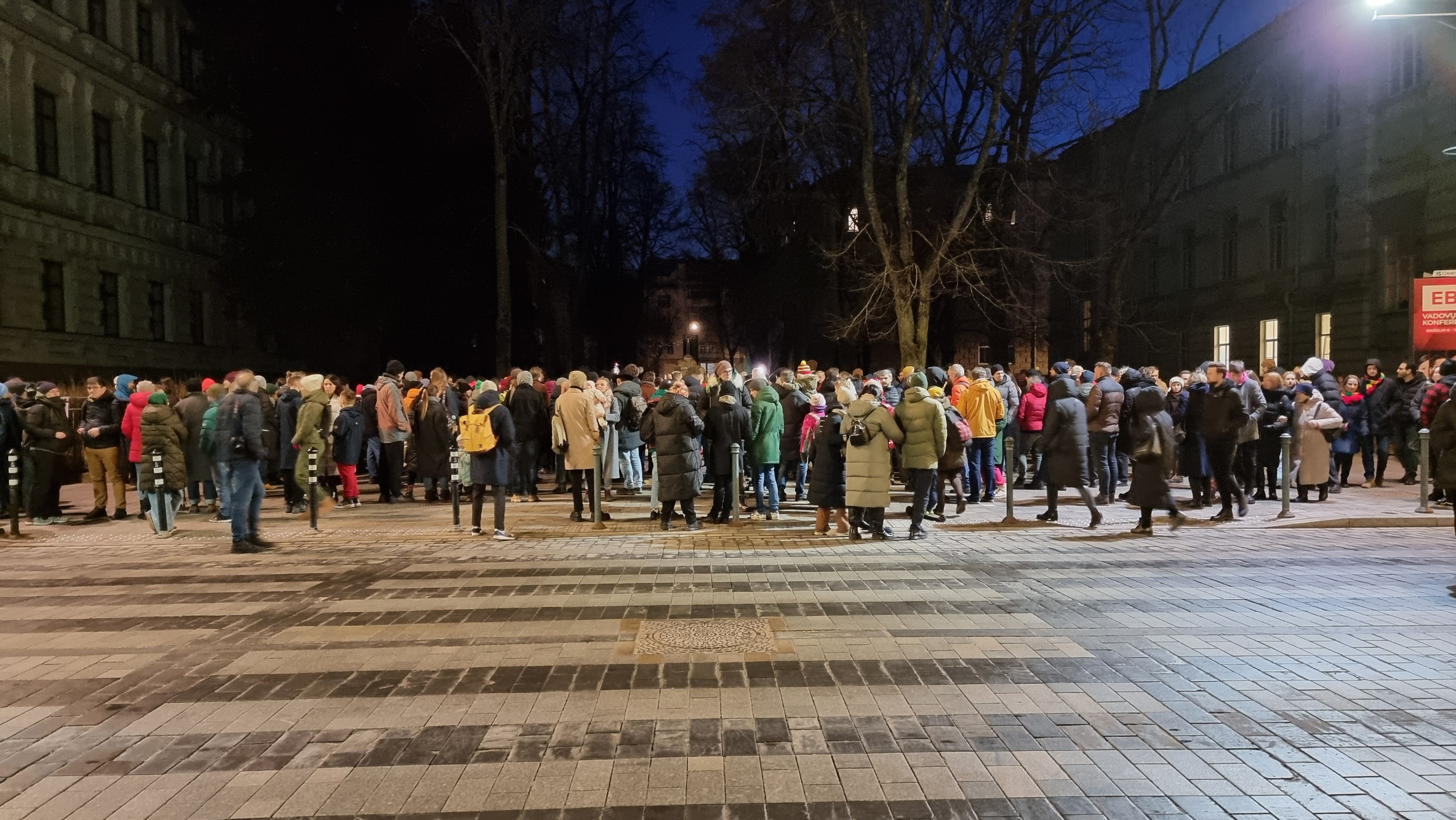
Пикет в Вильнюсе, 16 февраля
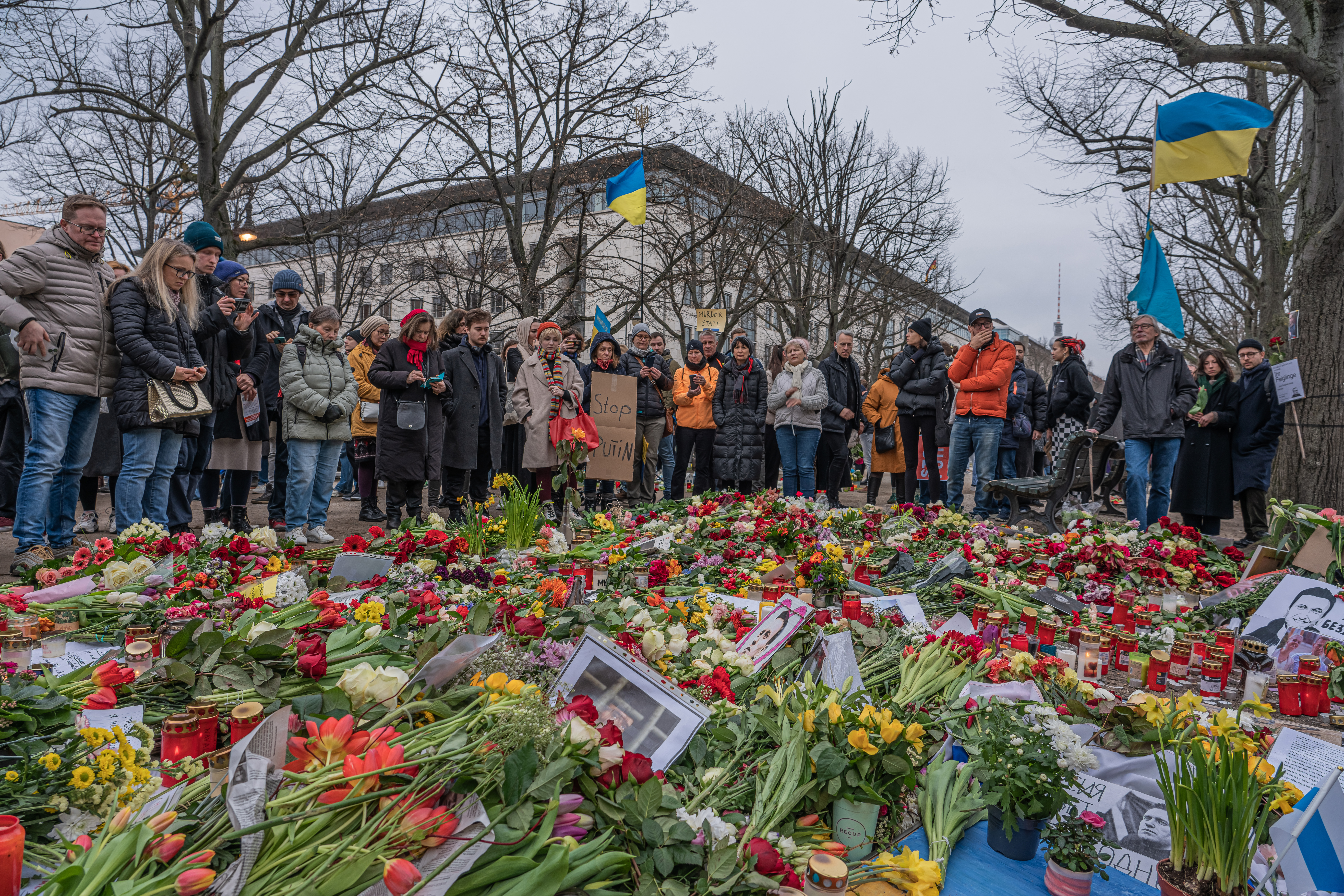
Демонстрация около российского посольства в Берлине, 18 февраля
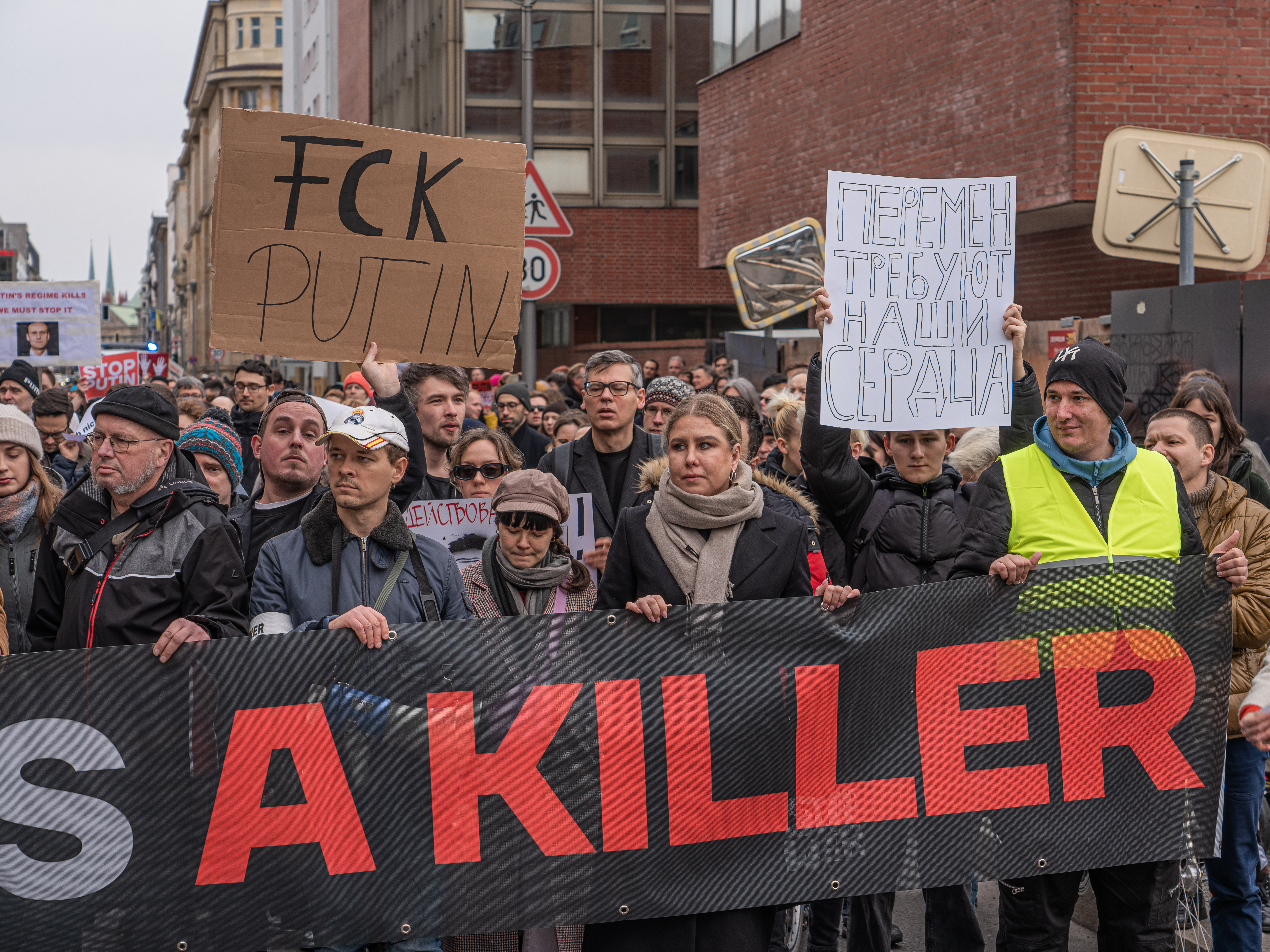
Любовь Соболь среди участников протестного марша вокруг российского посольства в Берлине, 18 февраля
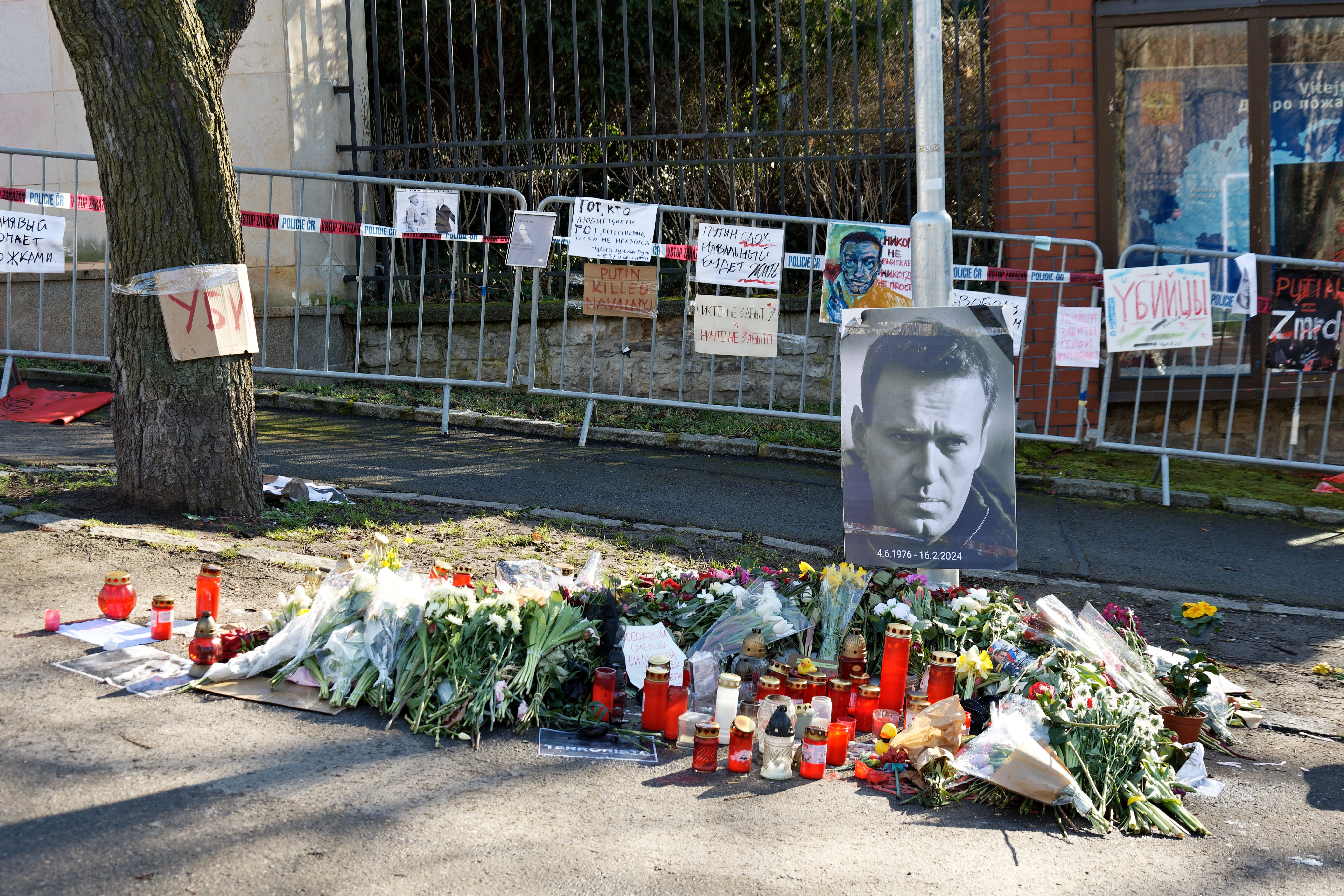
Стихийный мемориал в Праге
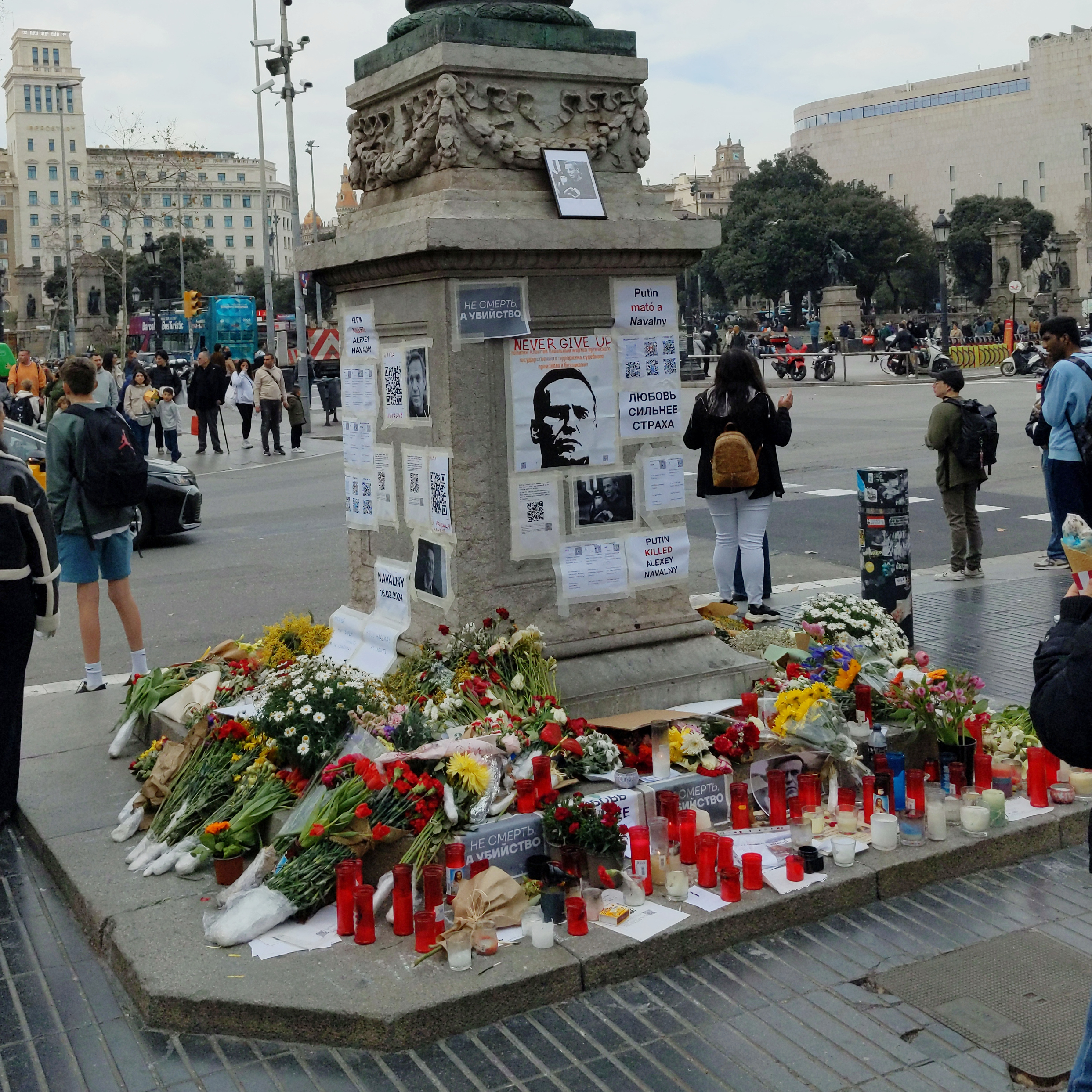
Стихийный мемориал в Барселоне
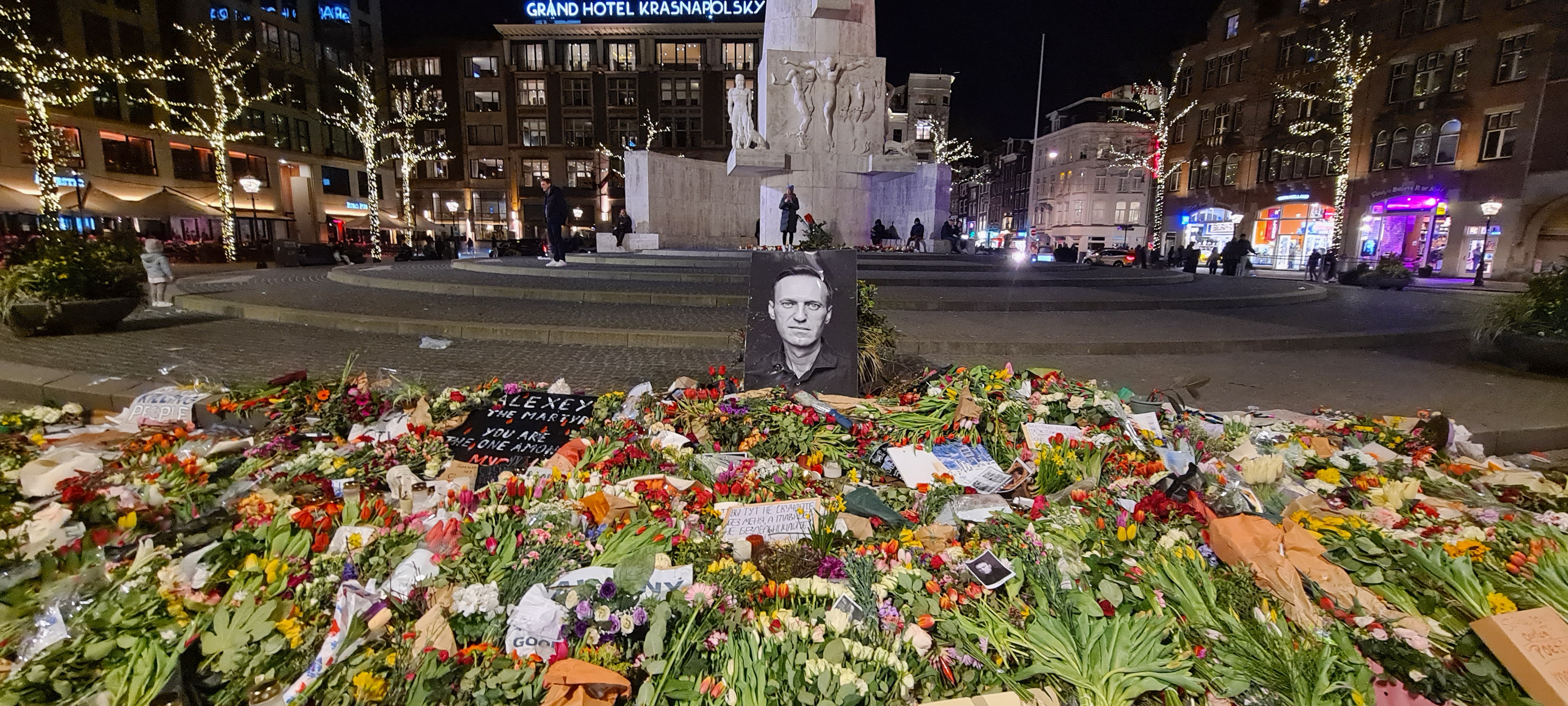
Стихийный мемориал в Амстердаме

#### Главы государств

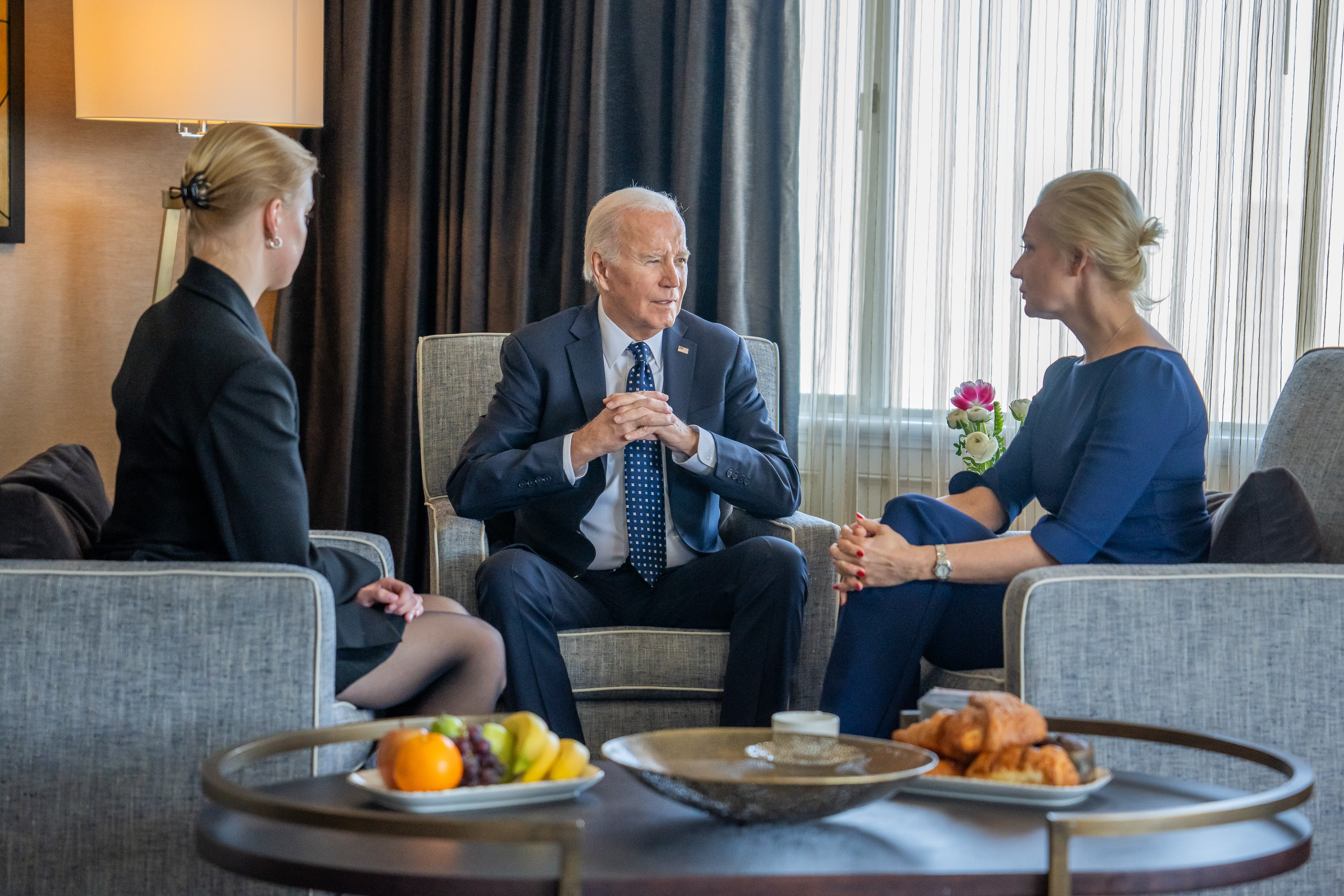
Джо Байден на встрече с вдовой и дочерью Навального

Первым из глав иностранных государств отреагировал президент Латвии Эдгар Ринкевич, который заявил, что Навальный «был жестоко убит Кремлём». Президент Грузии Саломе Зурабишвили заявила, что «смерть Алексея Навального — трагедия для всех защитников демократии и прав человека», выразив соболезнования его семье и тем, кто в России продолжает борьбу за демократию. Премьер-министр Великобритании Риши Сунак назвал случившееся «большой трагедией». Федеральный канцлер Германии Олаф Шольц заявил, что Навальный «заплатил за своё мужество своей жизнью». Президент Франции Эмманюэль Макрон написал в своём аккаунте социальной сети «X» следующее: «В современной России свободных людей сажают в ГУЛАГ и приговаривают к смерти. Гнев и возмущение. Я отдаю дань памяти Алексею Навальному, его преданности и мужеству. Мои мысли — с его семьёй, близкими и российским народом». Вице-президент США Камала Харрис начала своё выступление на 60-й юбилейной Мюнхенской конференции по безопасности с сообщения, что её молитвы — с семьёй Навального и что Россия ответственна за его смерть. Президент США Джо Байден во время специального обращения в связи со смертью политика заявил, что считает ответственным за смерть Алексея Навального президента РФ Владимира Путина. Позднее он лично встретился с женой Навального Юлией и дочерью Дарьей, выразив им свои соболезнования. Президент Украины Владимир Зеленский обвинил в смерти Навального российского президента: «Очевидно, что он был убит Путиным, как и тысячи других, замученных этим одним существом. Путину всё равно, кто погибнет, лишь бы он сохранил свои позиции».

#### Иностранная оппозиция
Лидер белорусской оппозиции Светлана Тихановская выразила соболезнования семье, близким и коллегам Навального, заявив, что Навальный был целенаправленно убит. Глава Народного фронта Азербайджана Али Керимли заявил, что «убийство […] Алексея Навального — одна из самых позорных страниц российской истории». Керимли добавил, что Навальный был очень решительным, талантливым и блестящим политиком.

#### Организации
Генеральный секретарь НАТО Йенс Столтенберг заявил, что все факты вокруг смерти Навального должны быть установлены, а Россия «должна ответить на серьёзные вопросы». Председатель Европейского совета Шарль Мишель выразил соболезнования его семье и возложил ответственность за его смерть на российский режим. Председатель Европейской комиссии Урсула фон дер Ляйен выразила огорчение смертью и сказала, что «в этом заключается Путин и его режим». Верховный представитель Союза по иностранным делам и политике безопасности Жозеп Боррель заявил, что потрясён сообщениями о смерти Алексея Навального, и возложил ответственность за неё на Путина. Председатель Парламентской ассамблеи Совета Европы (ПАСЕ) Теодорос Русопулос заявил, что шокирован и соболезнует родным и близким Алексея. ООН призвала провести независимое расследование смерти Алексея Навального. Также эксперты организации в очередной раз потребовали освободить других российских политзаключённых, включая Владимира Кара-Мурзу, Илью Яшина и Алексея Горинова. Представитель УВКПЧ Лиз Тросселл заявила: «Если кто-то умирает на попечении государства, предполагается, что государство несёт ответственность — ответственность, которая может быть опровергнута только путём беспристрастного, тщательного и прозрачного расследования, проведённого независимым органом».
Генеральный секретарь Amnesty International Аньес Калламар призвала ООН «использовать свои специальные процедуры и механизмы в отношении смерти» Навального. Исполнительный директор Human Rights Watch Тирана Хассан заявила: «Российские власти несут полную ответственность за то, что произошло с Навальным».

#### Санкции
Министр иностранных дел Германии Анналена Бербок предложила ввести дополнительные санкции против России в качестве прямого ответа на смерть Навального. Вдова Навального Юлия выступила на встрече министров иностранных дел Европейского союза в Брюсселе и призвала к введению дополнительных санкций, непосредственно направленных против ближайшего окружения Путина. Верховный представитель Союза по иностранным делам и политике безопасности Жозеп Боррель пообещал принять меры для привлечения «Владимира Путина и его режима» к ответственности. Боррель также заявил, что санкционный список ЕС в области прав человека может быть переименован в честь Навального в знак символической поддержки.
21 февраля Великобритания ввела санкции в отношении начальника колонии «Полярный волк» полковника Вадима Калинина и пяти его заместителей. 23 февраля США объявили о санкциях в отношении трёх российских чиновников, включая заместителя директора ФСИН Валерия Бояринева.

## Оценки последствий
Политолог Эрика Франтц отмечала, что смерть Навального может напомнить международному сообществу, насколько «бесчеловечен и жесток» путинский режим. Франтц отмечала, что хотя на Китай смерть Навального вряд ли повлияет, она может стать важной для общественного мнения стран Запада. По её словам, несмотря на продолжающееся российское вторжение на Украину, антипутинские настроения на Западе стали выдыхаться: так, Дональд Трамп выступал в прессе с пропутинскими заявлениями, а Такер Карлсон взял интервью у Путина, предоставив российскому президенту площадку для своей пропаганды. Однако гибель Навального напомнила, что в России «отвратительный режим, который не стесняется убивать людей».